# Dan Simoneau
Daniel Owen Simoneau detto Dan (Farmington, 9 gennaio 1959) è un ex fondista statunitense.

## Biografia
In Coppa del Mondo esordì il 16 gennaio 1982 a Le Brassus (15°) e ottenne l'unico podio il 12 marzo successivo a Falun (2°).
In carriera prese parte a due edizioni dei Giochi olimpici invernali, Sarajevo 1984 (18° nella 15 km, 29° nella 30 km, 26° nella 50 km, 8° nella staffetta) e Calgary 1988 (29° nella 15 km, 49° nella 30 km, non conclude la 50 km, 13° nella staffetta), e a una dei Campionati mondiali, Oberstdorf 1987.

## Palmarès

### Coppa del Mondo
- Miglior piazzamento in classifica generale: 7º nel 1982
- 1 podio (individuale[2]):
  - 1 secondo posto

### Campionati statunitensi
- 2 ori (30 km nel 1987; 30 km nel 1988)[1]